# ティレク
ジリ・ティレク(Jiri Tylek)（1948年-）は、旧チェコ・スロバキア生まれ、フランス在住の画家。油彩画を主体に描く。妻のズデンカ・ティレセク（Zdenka Tylecek）も油彩画家。

## 略歴
- 1948年  旧チェコ・スロバキア、オストラバ市生まれ
- 1963-67 国立ブルノ芸術大学
- 1969年 大学の同級生であったティレセクと結婚[3]
- 1969年 長女　エヴァ誕生
- 1972年 長男　ヤン誕生
- 1983年 フランスに亡命[2][3]。
- 1987年 パリのモンマルトルに「ギャラリー・アート・アトリエール｣を開く
- 1989年 フランスに帰化しフランス国籍となる[4]。
- 1993年 パリのホテル・リッツにギャラリーを開く[5]
- 2001年 日本に｢ティレク・ティレセク美浜美術館｣を開く[1][2]

## 活動
- フランス各地、アメリカ、チェコ、イタリア、スイス、オーストラリア、ベルギー、タヒチ、マルティニク、グアドループ、日本（京都、大阪、愛知、東京）他で絵画展を開催。
- 2003年11月3日、加古川市の鳩里小学校にて、夫妻を招いてのペインティング大会が開催された。欧州の著名画廊で個展を開催しており、小学校などでの絵画展は異例とされた[1][6]。鳩里少年団や同校、地域住民による「ポエムの会」が1年以上前から計画し、ティレク＆ティレセク美浜美術館の協力を仰いで実現した[1]。

## 作風
- 多彩な色彩を持つ2人の作品は、夕日に輝く伊勢湾とマッチして独特な香りを放っていると評された[5]。
- 夫のティレクは、女性をモチーフとした女性像を中心に描き、妻のティレセクは花や風景画を描くことが多い[1]。深い群青や鮮やかな赤などを使った色彩美が特徴とされる[1]。また妻のティセレクは「色で詩を書く詩人」と称されている[2]。ティレクは、はかなげな具象画で描くことが多く、ティレセクの方が力強く抽象化した作品が多いとされる[3]。

## 受賞歴
- フランス・アート・サイエンス・レタルチャー授賞
- フランスの芸術文化勲章の受章(夫婦で受賞）[3]

## 特記事項
- チェコ・スロバキアでの共産政権時代には国営テレビの仕事をしていた[3]。
- 日本に美術館を開くことになったのは、1994年に南知多オルゴール博物館（南知多町）館長の大類猶人が、パリのホテル・リッツを訪問した際に夫妻の絵に触れたことがきっかけである[2]。愛知県美浜町小野浦に9年前に廃業して使用されていなかった建物を改造して2001年4月に美術館を開館させた[2]。
- フランスへの亡命の理由は、米ソ冷戦の影響で創作活動に当局の制約が多かった為としている[2]。
- アーティスト・フランセーズ、サロンドートンヌ会員

## 索引
1. 1 2 3 4 5 6  加古川　鳩里小　仏在住の画家夫妻招き交流　本物に触れる　一緒に描く　アクリル画を制作 2003.11.04　神戸新聞　朝刊　29頁　東播２　(全735字)
2. 1 2 3 4 5 6 7  フランスの著名な画家・ティセレク夫妻が個展、絵画新作32点－－美浜町　／愛知
2001.11.06　毎日新聞　地方版／愛知　19頁　写図有　(全635字)
3. 1 2 3 4 5  東欧風？作品を展示　名古屋のホテルキャッスルプラザ　／愛知
1997.10.17　朝日新聞　名古屋地方版／愛知　0頁　愛知　写図有　(全464字)
4. ↑  絵画展を出前　仏の夫妻が美浜町の美術館から町民ホールに　／愛知
2001.11.04　朝日新聞　名古屋地方版／愛知　26頁　愛知１　(全640字)
5. 1 2  ［ＭＹジャーニー］音吉ゆかりの地（愛知県美浜町）　／愛知　2004.09.03　毎日新聞　地方版／愛知　22頁　写図有　(全1,737字)
6. ↑  フランスの画家夫妻が加古川市で展覧会　コミュニティー作りに住民が計画／播磨・姫路
2003.10.18　毎日新聞 地方版／兵庫　25頁　写図有　(全790字)